# BMW X3
BMW X3 är en serie mindre SUV:ar, tillverkade av den tyska biltillverkaren BMW. 
BMW iX3 elektrisk SUV presenterades den 14 juli

## E83 (2003-10)
Se vidare under huvudartikeln BMW E83.

## F25 (2010-17)
Se vidare under huvudartikeln BMW F25.

## G01 (2017-24)
Se vidare under huvudartikeln BMW G01.

## G45 (2024- )
Se vidare under huvudartikeln BMW G45.

## Bilder

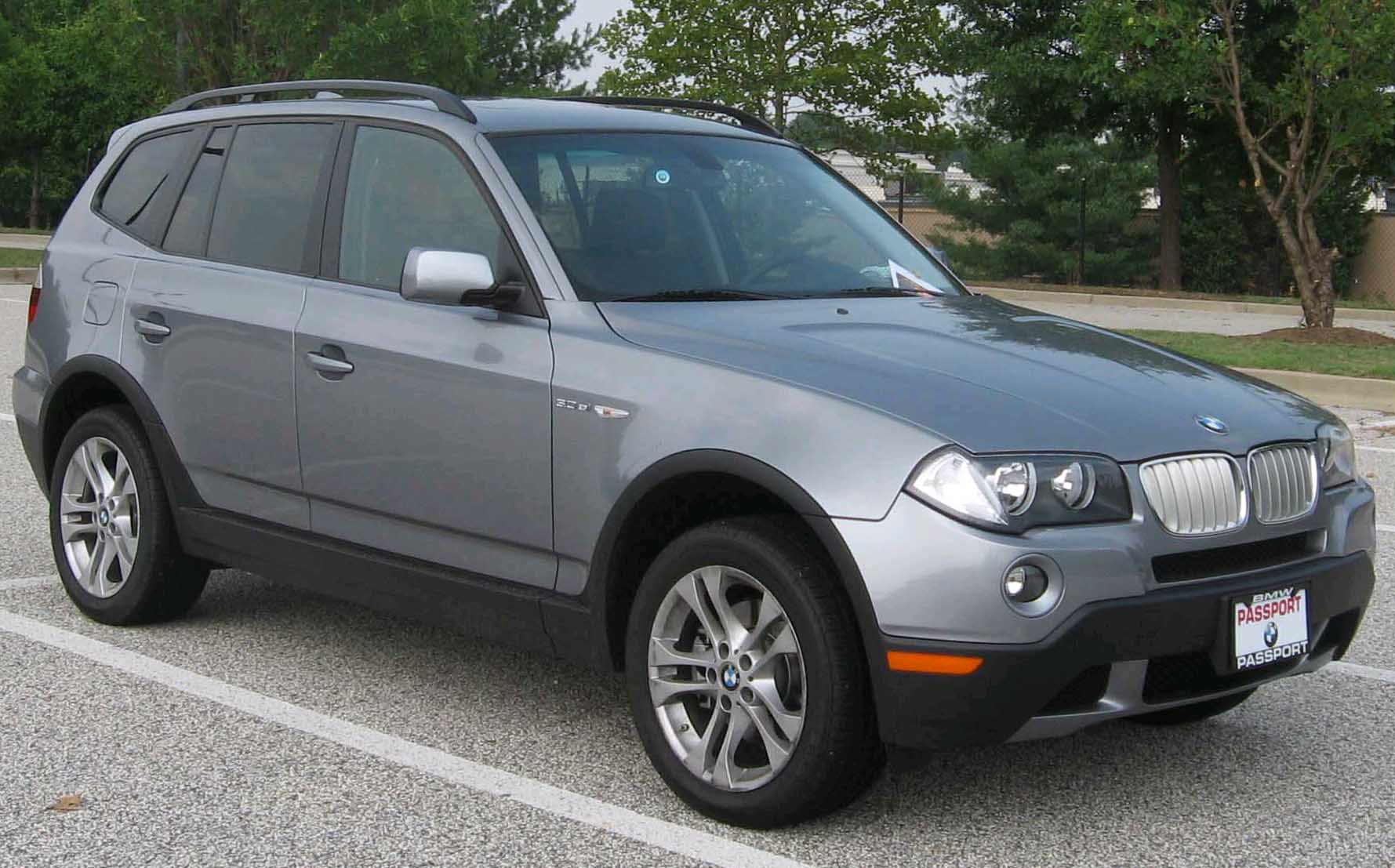
BMW E83.
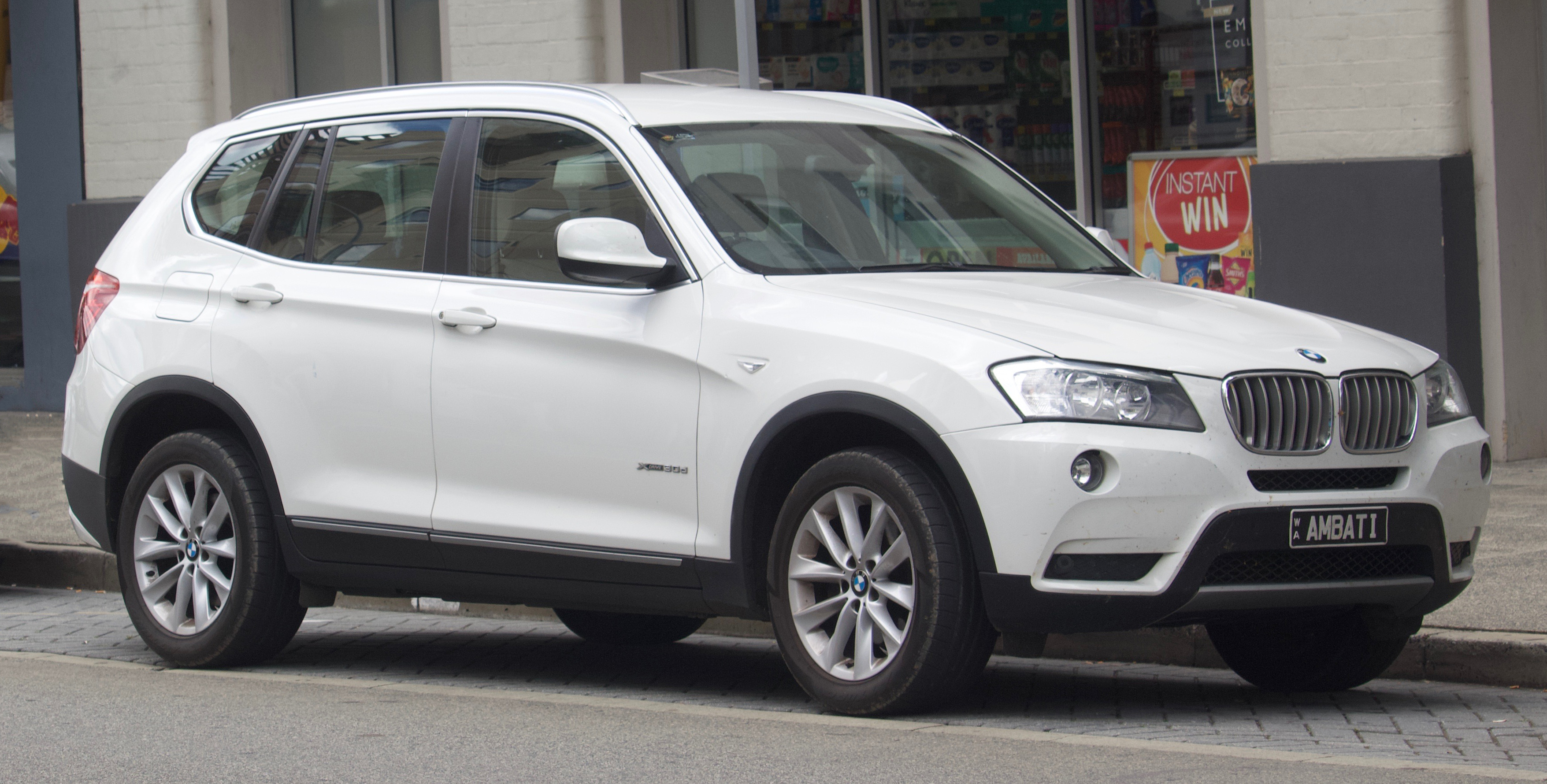
BMW F25.
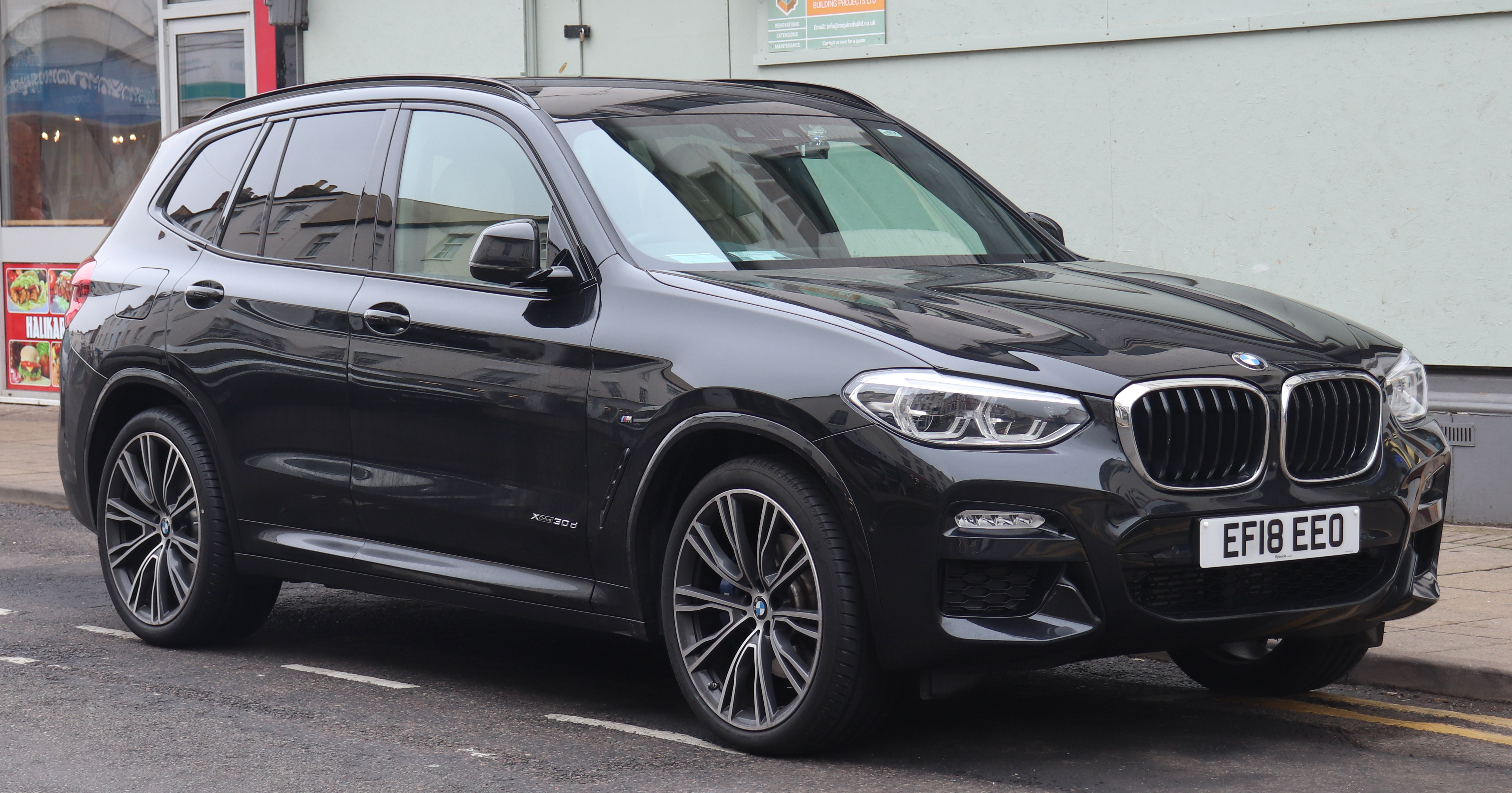
BMW G01.
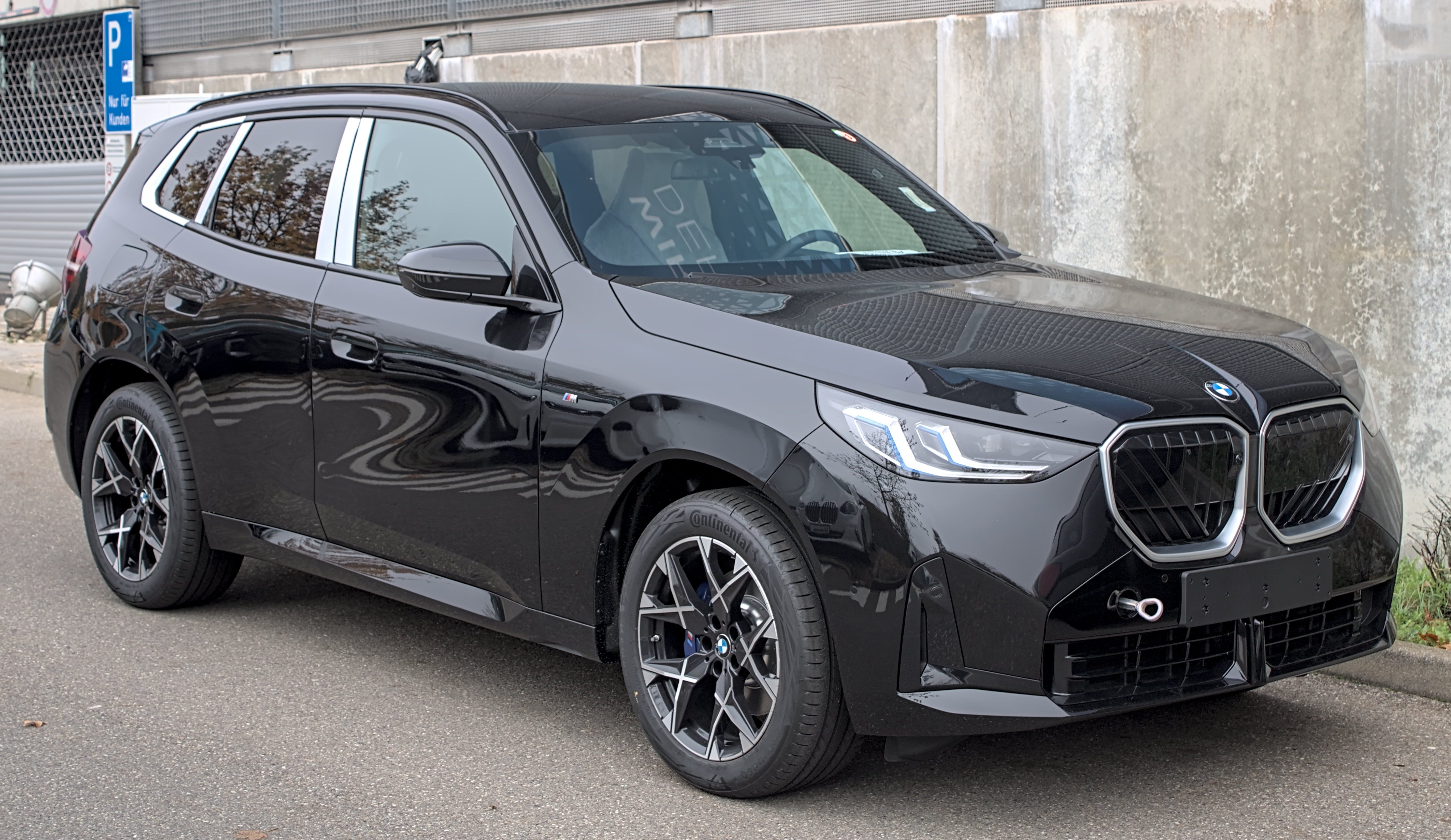
BMW G45.